# Wirtschaft Argentiniens
Die Wirtschaft Argentiniens ist traditionell vom Agrarsektor und den damit verbundenen Industrien geprägt. Im Laufe des 20. Jahrhunderts haben sich weitere Wirtschaftszweige angesiedelt, so dass heute Industrien aller Arten und ein weitgefächerter Dienstleistungssektor die Ökonomie ergänzen.
Argentinien war bis Anfang der 1950er Jahre eines der reichsten Länder der Erde und hatte ein Wohlstandsniveau vergleichbar mit dem anderer Einwanderungsländer wie Kanada und Australien. Wegen diverser Krisen fiel es jedoch in der zweiten Hälfte des 20. Jahrhunderts weit hinter diese Länder zurück. Heute wird Argentinien meist als Schwellenland oder emerging market bezeichnet, da das Niveau der Wirtschaft sowohl vom Bruttosozialprodukt pro Kopf als auch von sozialen Indikatoren wie der Armutsquote oder der Kindersterblichkeit nicht mehr mit Industrieländern vergleichbar ist.
Laut Angaben des globalen Wettbewerbsfähigkeitindex des Weltwirtschaftsforums rangiert Argentinien auf Platz 92 (von 137 Staaten) der wettbewerbsfähigsten Länder der Welt. Im Index für wirtschaftliche Freiheit liegt das Land auf Platz 156 von 180 Ländern (2017).

## Wirtschaftszweige
Der bedeutendste Wirtschaftssektor ist in Argentinien der tertiäre Sektor (Dienstleistungen), der im Jahr 2005 55 % zum Bruttoinlandsprodukt (BIP) beitrug, es folgte der sekundäre Sektor (extraktive und verarbeitende Industrie) mit 35,6 % und der primäre Sektor (Landwirtschaft) mit 9,4 %. Dabei nahm im Vergleich zu 2000 die Bedeutung der Landwirtschaft und der Industrie zu, während der Anteil des Dienstleistungssektors deutlich zurückging.

### Landwirtschaft
Die Landwirtschaft bestimmte traditionell die Wirtschaft Argentiniens und trägt auch heute noch gemeinsam mit der Produktion von Energieträgern den größten Teil der argentinischen Exporte, trotz der relativ geringen Bedeutung für die Gesamtwirtschaft. Dominierende Sektoren sind Ackerbau und Viehzucht. Die Fischerei und die Forstwirtschaft spielen trotz der langen Küstenlinie und der weiten bewaldeten Gebiete nur eine untergeordnete Rolle.
Das wichtigste Anbaugebiet im Ackerbau ist die feuchte Pampa. Außerdem bedeutend sind der Osten der Gran-Chaco-Region, sowie die Oasen und Flusstäler Westargentiniens (Cuyo) und Patagoniens. Die angebauten Nutzpflanzen unterscheiden sich je nach Klimazone. So ist im subtropischen Norden Tabak, Reis, Zuckerrohr und Baumwolle dominierend, im gemäßigten Zentrum Sojabohnen, Weizen, Mais und Sorghum, in den trockenen Gegenden Westargentiniens und Patagoniens dagegen vor allem Obst (z. B. der Weinbau im Cuyo, Äpfel in den Tälern Nordpatagoniens).
Viehzucht wird praktisch im ganzen Land betrieben, auch hier befinden sich jedoch die bedeutendsten Gebiete in der Pampa-Region. Im Zentrum ist vor allem die Rinderzucht bedeutend, sowohl zur Fleisch- als auch zur Milchproduktion. In den trockeneren Gegenden dominiert die Schafzucht.
Die Fischerei ist nur regional von Bedeutung. Das wichtigste Zentrum ist Mar del Plata. Die Forstwirtschaft ist regional im Chaco, in Misiones sowie in den Südanden bedeutend.

### Bergbau und extraktive Industrie
Anders als in einigen Nachbarländern spielt der Bergbau in Argentinien nur eine geringe Rolle, wobei nur Nichtmetalle landesweit abgebaut werden. Die einzigen Abbaugebiete für Metalle liegen im Andenraum, in der Provinz Catamarca (Minera Alumbrera) und Jujuy (El Aguilar) sowie Santa Cruz. Insgesamt belief sich der Wert der Extraktion von Metallen 2003 auf 50 Millionen, der von Steinen auf 181,8 Mio. und der von sonstigen Nichtmetallen auf 94,9 Mio. AR$.
Von großer Bedeutung ist dagegen die Extraktion fossiler Brennstoffe wie Erdöl und Erdgas, die einen beträchtlichen Teil zum Bruttosozialprodukt beiträgt. Die Vorkommen sind jedoch begrenzt, wenn auch Anstrengungen unternommen werden, neue Vorkommen zu erschließen.

### Verarbeitende Industrie
Seit der forcierten Industrialisierung nach der Weltwirtschaftskrise um 1930 hat Argentinien eine diversifizierte Industrie entwickelt. Wichtige Sektoren der Industrie sind die Automobilindustrie, die Lebensmittelindustrie (Agrarindustrie), das Baugewerbe, die Metallverarbeitung und die chemische Industrie; daneben ist auch die Textilindustrie regional von Bedeutung.
Die traditionellen industriellen Zentren sind der Ballungsraum Gran Buenos Aires / La Plata, Rosario, Córdoba, Bahía Blanca, Mendoza und San Miguel de Tucumán. Einige Städte in ehemals strukturschwachen Regionen wie Neuquén, San Luis, Río Grande und La Rioja haben seit den 1980er Jahren eine schnelle industrielle Entwicklung erfahren, die zum Teil von der Nähe zu Energie- und Rohstoffvorkommen (im Fall Neuquén), zum Teil aber auch von staatlichen Industrieförderungsprogrammen herrührt. Besonders San Luis und Tierra del Fuego gelten als regionale Steueroasen für Betriebe, dort wurden die Provinzsteuern für neue Unternehmen zum Teil für Jahrzehnte heruntergesetzt oder gar ganz erlassen.

### Dienstleistungssektor
Der Dienstleistungssektor ist heute der dominierende Sektor der argentinischen Wirtschaft. Ein großer Teil davon entfällt auf den Finanzsektor und den Einzelhandel, der in den Großstädten konzentriert ist.
Die fünf wichtigsten Banken in Argentinien sind nach einer Studie der Asociación de Bancos de la Argentina von September 2006 die staatliche Banco de la Nación Argentina, Banco Francés (Filiale der baskischen BBVA), Banco Río de la Plata (seit 2007 Teil der spanischen Finanzgruppe Grupo Santander), Banco de la Provincia de Buenos Aires und Banco de Galicia (Filiale des Banco Popular Español). Daneben existieren zahlreiche weitere Banken, von denen einige Filialen ausländischer Finanzkonzerne sind (Standard Bank, Citibank, HSBC), und andere teils staatliche, teils private Kreditinstitute, die entweder auf landesweiter oder regionaler Grundlage operieren.
Die Börse mit dem größten Handelsvolumen ist die Bolsa de Comercio de Buenos Aires. Ihr wichtigster Aktienindex ist der MERVAL (Abkürzung für Mercado de Valores). Die einzige weitere Börse von Bedeutung ist die Bolsa de Comercio de Rosario (Rosario). Auch die Derivatebörse Mercado Abierto Electrónico ist in diesem Zusammenhang zu nennen. Börsen mit geringem, aber vorhandenem Handelsvolumen gibt es außerdem in Córdoba, Santa Fe, Mendoza und La Rioja (zeitweise inaktiv), außerdem wurde 2005 die Bolsa de Comercio de la Patagonia mit Sitz in Ushuaia gegründet. Inaktive Börsen gibt es in Paraná, Bahía Blanca, San Miguel de Tucumán, La Plata und Corrientes.
Der Handel weist ein hohes Entwicklungsniveau auf. Wichtige Handelszentren sind die Hafenstädte Buenos Aires und Rosario (mit Einschränkungen auch Santa Fe und Bahía Blanca), die den Außenhandel dominieren, daneben Córdoba, Mendoza und San Miguel de Tucumán als regionale Handelszentren. Eine Sonderstellung nimmt die Provinz Tierra del Fuego ein, in der ein Zollausschlussgebiet herrscht.
Der Transportsektor ist auf den Straßenverkehr konzentriert, der sowohl im Güter- als auch im Passagiertransport kaum Konkurrenz durch andere Verkehrsformen erfährt. Die Flussschifffahrt spielt nur regional eine Rolle, da abgesehen von Paraná und Río Uruguay nur wenige Flüsse schiffbar sind. Der Schienenverkehr spielte in der ersten Hälfte des 20. Jahrhunderts eine bedeutende Rolle, heute sind jedoch zahlreiche Strecken stillgelegt; dabei ist der Güterverkehr wegen des schlechten Zustands weiter Teile des Schienennetzes wegen des geringeren Geschwindigkeitsdrucks deutlich vor dem Passagiertransport (nur regional von Bedeutung) führend. Schuld daran sind fehlende Investitionen vor allem seit der Privatisierung des Schienennetzes im Jahr 1993. Die Regierung Néstor Kirchners hat allerdings ein Reaktivierungsprogramm gestartet, um wichtige Strecken zu rehabilitieren und auch den Passagiertransport wiederzubeleben. Der Luftverkehr hat, abgesehen vom Übersee-Passagiertransport, eine sehr geringe Bedeutung, die besonders nach der Abwertung 2002, die den Sektor in eine tiefe Krise stürzte, noch geringer wurde und sich nur langsam erholt.
Seit der Wirtschaftskrise 2002 wächst die Bedeutung von Dienstleistungen an ausländischen Kunden, wie etwa Call-Centern und Softwareindustrie. Grund ist die hohe Qualität der argentinischen Produkte bei vergleichsweise geringen Lohnkosten.
Siehe auch: Tourismus in Argentinien

## Außenhandel
Die wichtigsten Handelspartner Argentiniens sind die Staaten des Mercosur, gefolgt vom restlichen Lateinamerika (für Exporte) bzw. gefolgt von China, der EU und den USA (für Importe). Hauptexportpartner ist Brasilien (ca. 9 Mrd. US$), gefolgt von China (5 Mrd. US$), Chile und USA (je 4,6 Mrd. US$) (Stand 2023). Importländer sind Brasilien (10 Mrd. US$), China (7,8 Mrd. US$), USA (4,8 Mrd. US$).
Die Exporte lagen in den Jahren 2014 bis 2024 laut nationalem Statistikinstitut (INDEC) bei jährlich circa 55 Milliarden US-Dollar (im Jahr 2020) bis zu knapp 90 Milliarden US-Dollar (2022). Im selben Zeitraum lagen die Importe zwischen 30 Milliarden (2020) und 65 Milliarden US-Dollar (2022). Die wichtigsten Exportgüter sind Agrarprodukte und verarbeitete Lebensmittel (inklusive Tabak); die wichtigsten Importgüter sind Maschinen und Chemieprodukte.

## Energieproduktion

### Extraktion von fossilen Brennstoffen
In zahlreichen Gegenden Argentiniens gibt es Lagerstätten von Erdöl und Erdgas, die Kohleextraktion ist dagegen nur wenig bedeutend.
Die traditionellen Lagerstätten für Erdöl und Erdgas liegen einerseits im Nordwesten (Osten von Jujuy, Norden von Salta), östlich des zentralen Andengebiets (Mendoza und Neuquén) sowie an der Atlantikküste Patagoniens (Osten von Chubut und Santa Cruz, Norden von Tierra del Fuego). Weitere, in neuerer Zeit entdeckte Vorkommen liegen im Westen von Formosa, vor der Atlantikküste sowie in Córdoba. Die einzige Steinkohlelagerstätte von Bedeutung liegt bei Río Turbio im Süden der Provinz Santa Cruz. Außerdem gibt es relativ bedeutende Uranreserven in den Provinzen Chubut, Mendoza, San Luis, Córdoba, La Rioja und Salta.
Produziert werden 745.000 Barrel Erdöl am Tag sowie 44,8 Milliarden Kubikmeter Erdgas im Jahr 2004. Damit ist Argentinien in der Lage, den Inlandsbedarf zu decken (470.000 Barrel Öl/Tag und 37,85 Mrd. Kubikmeter Gas) sowie einen Teil zu exportieren, vor allem nach Chile. Die geschätzten Reserven belaufen sich auf 2.116 Mrd. Barrel Erdöl und 612,5 Mrd. Kubikmeter Erdgas (2006).

### Biokraftstoffe
Bereits seit den 1970er Jahren gibt es Versuche mit Biokraftstoffen. Auslöser war die Krise des Zuckerrohranbaus in der Provinz Tucumán wegen fallender Preise dieses Rohstoffs. Der sogenannte Alconafta-Plan sah damals eine Mischung von Benzin und aus Zuckerrohr produziertem Ethanol vor, die an Tankstellen verkauft wurden.
Heute wird wegen der kritischen Energiesituation des Landes ab 2004 wieder verstärkt auf den Anbau energiereicher Pflanzen gesetzt. Besonders bedeutend ist dabei der Anbau von Soja, der allerdings auch zur Lebensmittelproduktion genutzt wird.

### Elektrizität
Die Elektrizitätsproduktion war bis in die 1970er Jahre von thermischen Kraftwerken geprägt. Seitdem wurde sie durch Kernkraft und erneuerbare Energien (insb. Wasserkraft) ergänzt.
Die Stromproduktion im Jahr 2005 verteilt sich auf folgende Arten der Erzeugung:
| Art der Erzeugung               | Installierte Leistung (kW) | Prozent | Produktion 2005 (MWh) | Prozent |
| ------------------------------- | -------------------------- | ------- | --------------------- | ------- |
| Thermische Kraftwerke           | 14.707.923                 | 57,29   | 55.509.853            | 57,43   |
| Erdgas (Kombinationszyklus)     | 4.453.500                  | 17,35   | 23.728.776            | 24,55   |
| Dampfkraft (Kombinationszyklus) | 2.573.900                  | 10,03   | 12.401.435            | 12,83   |
| Dieselöl                        | 392.185                    | 1,53    | 229.024               | 0,23    |
| Gasturbine                      | 2.737.338                  | 10,66   | 5.297.471             | 5,48    |
| Dampfturbine                    | 4.551.000                  | 17,73   | 13.853.147            | 14,33   |
| Erneuerbare Energien            | 9.948.677                  | 38,75   | 34.267.760            | 35,46   |
| Wasserkraft                     | 8.946.222                  | 34,84   | 33.450.674            | 34,61   |
| Pumpspeicherwerke               | 974.000                    | 3,79    | 741.624               | 0,77    |
| Windkraft                       | 27.829                     | 0,11    | 75.381                | 0,08    |
| Geothermie                      | 600                        | 0,003   | k. A.                 | k. A.   |
| Solarkraft                      | 26                         | 0,0001  | 81                    | 0,0001  |
| Kernkraft                       | 1.018.000                  | 3,96    | 6.873.301             | 7,11    |
| Gesamt                          | 25.674.800                 | 100     | 96.650.913            | 100     |

Kernkraftwerke gibt es in Atucha (Provinz Buenos Aires, 370 MW) und Embalse (Provinz Córdoba, 648 MW). Atucha II ist, obwohl bereits seit den 1980er Jahren in Bau, noch nicht fertiggestellt; es soll nach seiner Fertigstellung 692 MW liefern.
Die größten Wasserkraftwerke sind Yacyretá-Apipé (Provinz Corrientes, insg. 3,1 GW, davon 1,55 GW argentinisch, Gemeinschaftsprojekt zwischen Argentinien und Paraguay), Salto Grande (Provinz Entre Ríos, 1,89 GW, davon 945 MW argentinisch, Gemeinschaftsprojekt zwischen Argentinien und Uruguay), Piedra del Aguila (1,4 GW, Provinz Neuquén), El Chocón (Provinz Neuquén, 1,34 GW) und Alicura (Provinz Neuquén, 1,04 GW). Bei den beiden binationalen Kraftwerken ist zu beachten, dass zwar nur der argentinische Anteil (die Hälfte) in den nationalen Statistiken angegeben wird, jedoch im Fall Yacyretá fast der gesamte Strom in Argentinien verbraucht wird, der Strom der paraguayischen Hälfte wird damit als „Stromimport“ verzeichnet.
Der bisher einzige Windpark von Bedeutung ist Antonio Morán bei Comodoro Rivadavia (Chubut) mit 17,5 MW Leistung. Wegen des enormen Potenzials dieser Energieform insbesondere in Patagonien sowie der hohen installierten Leistung in Wasserkraft, die sich wegen ihrer guten Regulierbarkeit gut mit der Windkraft kombinieren lässt, sind für die nächsten Jahre deutlich größere Parks (insgesamt 300 MW) in Chubut und La Rioja geplant. Grund für die bisher verhaltene Entwicklung in der Windenergie sind die niedrigen Strompreise in Argentinien sowie mit Ausnahme der Provinz Chubut das Fehlen eines staatlich geförderten Windenergieprogramms. Außerdem liegen die besten Standorte für Windparks im südlichen Patagonien, das Stromnetz dieser Region ist jedoch bisher nicht auf die großen Leistungsschwankungen durch große Windparks eingerichtet.
Erdwärme- und Sonnenkraftwerke werden bisher nur in sehr begrenztem Maße eingesetzt. Lohnende Standorte für Geothermie liegen in Neuquén, Santiago del Estero und Salta, während die Solarenergie am günstigsten in den sonnenscheinreichen Hochlandgebieten der Provinzen Jujuy, Salta und Catamarca zu gewinnen ist, wo sie im kleinen Maßstab bereits seit den 1990er Jahren genutzt wird.

## Entwicklung der Wirtschaft
Die Geschichte der argentinischen Wirtschaftsentwicklung ist von zahlreichen Höhen und Tiefen geprägt, die von zahlreichen Paradigmenwechseln begleitet wurden. So gab es Phasen hohen Wachstums ebenfalls wie markante Einschnitte und Wirtschaftskrisen, deren wichtigste um 1890, zwischen 1975 und 1982, 1989/90 und 1998–2002 (Argentinien-Krise) waren.

### Kolonialzeit
In der Kolonialzeit war nur der Nordwesten Argentiniens von wirtschaftlicher Bedeutung, wo nach dem Vorbild der Andenländer eine Mischung aus Bergbau und Agrarproduktion betrieben wurde. Der Grund war vor allem die strenge Handelspolitik Spaniens, die vorschrieb, dass der Austausch von Gütern mit dem Mutterland über Lima abgewickelt werden musste. Erst im Laufe des 18. Jahrhunderts wurde auch die Region um den Hafen Buenos Aires bedeutender, nachdem die Handelsrestriktionen schrittweise abgeschafft wurden.
Die Gründung des Vizekönigreichs des Río de la Plata und der damit verbundene Wegfall aller Handelsbeschränkungen ist als Wendepunkt in der Entwicklung der argentinischen Wirtschaft anzusehen. Von da an wurde das sogenannte Litoral, die Gegend um Buenos Aires und das Flussufer des Río Paraná, unaufhaltsam zum ökonomischen Zentrum des Landes.

### Langsame nachkoloniale Entwicklung (1810–1860)
Mit der Unabhängigkeit Argentiniens war die Basis für eine eigenständige Wirtschaftsentwicklung des Landes gelegt. Wegen der sehr niedrigen Bevölkerungsdichte und der zahlreichen politischen Konflikte blieb ein hohes Wachstum jedoch zunächst aus.
Die Viehzucht, der erste Wirtschaftszweig von Bedeutung in der ersten Hälfte des 19. Jahrhunderts, war Anfang des 19. Jahrhunderts noch weitgehend auf einem informellen Niveau. Dies lag auch daran, dass außer Leder und Wolle zunächst mangels Konservierungsmöglichkeiten keine Produkte exportiert werden konnten. Mit der Technik des Einsalzens begann sich dies zu ändern, auch wurde im Laufe der Zeit immer mehr lebendes Vieh (vor allem Rinder) exportiert. Dennoch ließ der endgültige Boom noch bis zum Aufkommen der Kühlfabriken (um 1880) auf sich warten.
Außerdem gab es etwa nach der Unabhängigkeit erste größere Anpflanzungen von Getreide und Gemüse in der Region um Buenos Aires, so dass die Bedürfnisse der einheimischen Bevölkerung weitgehend befriedigt werden konnten und das Wohlstandsniveau höher als in den meisten Ländern Europas lag.
Die Regierungszeit von Juan Manuel de Rosas (1832 bis 1852) war von Stagnation geprägt, da seine Wirtschaftspolitik damals moderne ausländische Entwicklungskonzepte, von denen das Land profitiert haben könnte, zugunsten eines konservativen, die Oligarchie fördernden Modells ablehnte. So konnte erst nach dem Sturz von Rosas der erste Schub durch die Wirtschaft des Landes gehen.

### Exportboom und Modernisierung (1860–1930)
Die zweite Hälfte des 19. und ersten Jahre des 20. Jahrhunderts brachten Argentinien einen gewaltigen Entwicklungsschub. Zwischen 1860 und 1914 betrug das Wachstum des realen Bruttoinlandsproduktes durchschnittlich sieben Prozent im Jahr, zwischen 1914 und 1930 immer noch vier Prozent. Dieser Boom war auf mehrere Gründe zurückzuführen. Zum einen hatte sich das Land politisch nach 1860 mit der Gründung der Republik Argentinien weitgehend stabilisiert, und das konservative Wirtschaftsmodell Rosas’ wurde durch eine exportorientierte Wirtschaftspolitik nach liberalem Muster ersetzt. Zweitens führte der Ausbau des Eisenbahnnetzes insbesondere durch britisches Kapital zu einer deutlich verbesserten Infrastruktur, was insbesondere den Agrarsektor begünstigte. Zum dritten wurde durch die Einwanderung aus Europa ab der Regierungszeit von Nicolás Avellaneda die Basis für die Industrialisierung des Landes gesetzt. Auch der Anstieg des allgemeinen Bildungsniveaus nach den Reformen Domingo Faustino Sarmientos trug zum wirtschaftlichen Entwicklungsprozess bei.
Die Wirtschaft Argentiniens war in dieser Zeit weiterhin vom Agrarsektor geprägt, der allerdings eine erste Phase der Industrialisierung begünstigte. Insbesondere viele Einwanderer gründeten erste erfolgreiche Unternehmen, darunter sind insbesondere der Textilbetrieb Fábrica de Alpargatas Argentina und die Brauerei Quilmes zu nennen. Auch die Kühlfabriken begannen gegen Ende des 19. Jahrhunderts zu prosperieren und begünstigten den Export insbesondere von Rindfleisch.
1889 kam es zu einer ersten weltweiten Wirtschaftskrise. Diese riss auch Argentinien mit sich, da die Exporteinnahmen drastisch zurückgingen; ein weiteres Hemmnis war die unkontrollierte Neuverschuldung, die durch die verschwenderische und durch Korruption und Vetternwirtschaft gekennzeichnete Politik der Regierung der Partei Partido Autonomista Nacional (PAN) verursacht wurde. Obwohl die Krise nur kurzzeitig einen Einbruch im Wachstum, gefolgt von hoher Inflation, mit sich brachte, war sie vor allem politisch bedeutsam; so gründete sich mit der Unión Cívica Radical (UCR) erstmals eine Oppositionspartei. Eine weitere, jedoch nur im Ausland beachtete direkte Auswirkung dieser Krise waren die Analysen dieser Krise durch den damals in Argentinien lebenden deutschen Unternehmer Silvio Gesell, die zu dessen Theorien der Freiwirtschaft führten, die allerdings in der heutigen Wirtschaftstheorie kaum Bedeutung haben.
Mit der Machtübernahme durch die UCR und der Einführung einer wirklichen Demokratie 1916 wurde das Wirtschaftsmodell zunächst kaum modifiziert und orientierte sich weiter am liberalen Konzept. Es entwickelten sich jedoch in dieser Zeit erste Industrien im Bereich der Kapitalgüter (Maschinen etc.).
1929 stellte die Weltwirtschaftskrise das argentinische Modell insgesamt in Frage. Die Industrieländer bauten in den folgenden Jahren hohe Handelsbarrieren auf, so dass Argentinien mit seiner exportorientierten Wirtschaft besonders durch die Krise betroffen wurde. Eine direkte Auswirkung war die politische Wende: der Militärputsch 1930 und die erneute Machtübernahme der Konservativen.

### Importsubstitution und ökonomischer Nationalismus (1930–1955)
Als Folge der Wirtschaftskrise, die in Argentinien zwischen 1929 und 1932 einen Rückgang des Bruttoinlandsprodukts um 14 % zur Folge hatte, war die neue Militärregierung bemüht, eine binnenmarktorientierte Wirtschaftspolitik zu beginnen. Sie forcierte die Industrialisierung durch Importsubstition, indem sie eine protektionistische Handelspolitik mit hohen Schutzzöllen und mengenmäßigen Importbeschränkungen einführte. Dies führte dazu, dass bald darauf in fast allen Industriebranchen argentinische Betriebe gegründet wurden. Dagegen stagnierte der Agrarsektor wegen hohen Exportpreisen, so dass das Wirtschaftswachstum zwischen 1933 und 1943 bei durchschnittlich nur einem Prozent lag. Außerdem fallen in diese Phase die Gründung der unabhängigen argentinischen Zentralbank (1935) sowie die Einführung der Einkommensteuer.
In der Zeit der Militärregierungen (1943–46) und insbesondere der ersten Regierungszeit von Juan Perón (1946–51) wurde dieses Modell noch vertieft. So wurden zusätzliche Schutzmechanismen für argentinische Unternehmen geschaffen sowie die Verstaatlichung einiger Betriebe (z. B. der Eisenbahn und die Mineralölförderung) vorangetrieben. Außerdem profitierte Argentinien von den Nachwirkungen des Zweiten Weltkrieges, was sich zunächst durch einen hohen Anstieg der Devisenreserven bemerkbar machte, die es Perón ermöglichte, eine umfangreiche soziale Sicherung insbesondere für die Arbeitnehmer einzuführen. Durch diese Maßnahmen konnte das Wirtschaftswachstum wieder etwas auf durchschnittlich 3 % im Jahr zwischen 1946 und 1951 angehoben werden. Dies war jedoch begleitet von einem Fehlen einer langfristigen, sich selbst tragenden Wirtschaftsstrategie, begleitet von einer stagnierenden Produktivität, was sich vor allem ab 1949 negativ auswirkte, als die Devisenreserven des Landes wegen der hohen Kosten insbesondere der durch Perón eingeführten Sozialprogramme zurückgingen.
In der zweiten Regierungszeit Peróns wurde das protektionistische Modell etwas gelockert. So wurden gezielt ausländische Investitionen angelockt, um den Aufbau kapitalintensiver Branchen wie der Automobilindustrie (Industrias Kaiser Argentina / Renault, Fiat) zu forcieren. Dennoch gelang es nicht, die wirtschaftliche Stagnation zu durchbrechen. Insbesondere der Agrarsektor war durch die peronistische Regierung gegenüber der Industrie benachteiligt worden, was sich nicht nur durch einen Rückgang der Bedeutung dieses Wirtschaftszweiges, sondern auch in einer weitverbreiteten Landflucht und daraufhin der Bildung von Elendsvierteln, den sogenannten villas miserias, in den Großstädten bemerkbar machte, da die ländliche Bevölkerung immer weniger Perspektiven in der Landwirtschaft besaß.

### Die Phase der Instabilität (1955–1976)
In der Phase zwischen 1955 und 1976 hatte die Wirtschaft Argentiniens neben der Versäumnisse der Perón-Regierung, insbesondere der Stagnation der Produktivität und des Außenhandels, auch unter einem ständigen Paradigmenwechsel zu leiden. Zwar konnte das Wirtschaftswachstum wieder etwas angehoben werden (3,5 % zwischen 1956 und 1976), doch angesichts eines relativ hohen Bevölkerungswachstums bedeutete dies nur einen geringen Fortschritt im Wohlstandsniveau. Zudem wurde die stark schwankende und zeitweise extrem hohe Inflation zunehmend zu einem bremsenden Faktor für die Entwicklung der Wirtschaft.
Drei ökonomische Schulen dominierten die Phase: Zum einen gab es die klassischen Liberalen, die von einer Öffnung der Märkte und einem Rückgängigmachen der Nationalisierungen unter Perón überzeugt waren. Die sogenannten desarrollistas (Befürworter einer wirtschaftlichen Entwicklung) verfolgten eine gemäßigtere Ideologie, die vor allem auf die Verbesserung der Wettbewerbsfähigkeit der argentinischen Wirtschaft bedacht war. Die dritte Gruppierung waren die Nationalisten, die mit kleinen Korrekturen das Modell von Perón fortführen wollten. Wegen der politischen Instabilität in dieser Epoche mit zahlreichen Putschen und Regierungswechseln wurden alle drei Paradigmen jeweils für kurze Zeit angewendet, so dass eine langfristige Planung der Wirtschaft kaum möglich war.
Unter Arturo Frondizi (1958–1962) wurde zunächst das Modell der desarrollistas angewendet. Dies hatte zunächst positive Auswirkungen, wie die Zunahme der Produktivität der Industrie und die weitgehende Mechanisierung der Landwirtschaft, die allerdings durch ihre Stagnation in den vorherigen Jahren technologisch weit zurückgefallen war. Außerdem setzte die Regierung weiterhin auf das Anlocken ausländischer Investitionen, ohne dabei die Handelsbeschränkungen nennenswert zu lockern. Während der Regierungszeit Arturo Illias (1963–1966) näherte sich das Modell wieder der von Perón propagierten nationalistischen Politik an, mit dem kurzzeitig sehr hohe Wachstumsraten erzielt wurden. Dies hatte jedoch wegen der kurzen Phase wenig Auswirkungen auf die Entwicklung.
1966 setzte mit der Militärdiktatur unter Juan Carlos Onganía und seinen Nachfolgern, der sogenannten Revolución Argentina, wieder ein deutlicher Paradigmenwechsel ein. Diesmal wurden verstärkt liberale Elemente in die Wirtschaftspolitik integriert. Das Modell war nur teilweise erfolgreich: Zwar floss wieder mehr Auslandskapital ins Land, doch die Produktivitätsnachteile der argentinischen Betriebe machten sich erstmals bemerkbar, was zu einem starken Anstieg der Arbeitslosigkeit infolge von Rationalisierung und dem Konkurs zahlreicher Unternehmen führte. Infolgedessen kam es Ende der 1960er Jahre zu heftigen Protesten der Arbeitnehmer wie dem Cordobazo, die das Ende dieser Diktatur (1973) einleiteten.
In der dritten Regierungsphase Peróns (1973–74) wurde versucht, die wirtschaftlichen Sektoren wieder miteinander auszusöhnen. Dies war jedoch nicht von Erfolg gekrönt. Argentinien bekam zusehends Exportschwierigkeiten und geriet in eine immer höhere Auslandsverschuldung, der Inflationsdruck verschärfte sich ebenfalls. Dieses Szenario verschlimmerte sich in der Regierungszeit von Isabel Perón (1974–76). Zwei liberale Wirtschaftsreformen brachten keine Besserung, sondern im Gegenteil eine Explosion der Inflation auf Werte bis zu 600 % im Jahr und einer akuten Warenverknappung. Die wirtschaftlichen Schwierigkeiten waren mit der Hauptgrund für den Militärputsch im Jahr 1976.

### Die neoliberale Phase (1976 bis 2001)
Die Militärdiktatur des so genannten Prozess der Nationalen Reorganisation 1976–83 führte in Gestalt des Wirtschaftsministers José Alfredo Martínez de Hoz endgültig das liberale Modell in Argentinien ein. Die Sanierungspolitik, die durch die Wegnahme zahlreicher Importbeschränkungen und Zollsenkungen vor allem auf das Anlocken ausländischer Investoren setzte, war jedoch nicht erfolgreich. Die Investitionen zogen nur langsam an, und die Inflation konnte durch Begrenzung der Geldmengenexpansion zwar gesenkt werden, war jedoch mit 160 % 1976 und 80 % 1977 weiterhin sehr hoch. Zudem waren die sozialen Kosten enorm, da der Reallohn in diesen Jahren um fast die Hälfte sank, was sich nur durch die Unterdrückung der Gewerkschaften mit Mitteln des Staatsterrors durchsetzen ließ.
Am verheerendsten für die Wirtschaft war die Entscheidung, eine Abwertung in kleinen Schritten, die sogenannte tablita, einzuführen. Dies sollte zu einer besseren Vorhersehbarkeit des Außenwerts der Währung durch ausländische Investoren führen, der Effekt war jedoch eine Spekulationswelle bislang ungeahnten Ausmaßes. Sie wurde mit dem Schlagwort plata dulce (span. für „süßes Geld“) bedacht und bestand daraus, dass durch geschicktes Hin- und Hertauschen des argentinischen Peso Ley mit ausländischen Währungen im Moment der Abwertung Gewinne gemacht werden konnten. Als das System durch diese Welle Anfang der 1980er Jahre nach und nach aus den Fugen geriet, folgte eine Welle der Kapitalflucht. Durch diese Entwicklung erhöhten sich die Auslandsschulden des Landes in der Regierungszeit der Militärs von 5 auf 20 Milliarden US-Dollar. Außerdem wurde die Industrie stark geschwächt, da die meisten Betriebe zum Ausland hin starke Produktivitätsnachteile aufwiesen und die schnellen Zollsenkungen sie unvorbereitet trafen. So sank die Industrieproduktion um etwa 20 %, die Arbeitslosigkeit stieg dagegen deutlich an.
Nach dem Regierungsantritt von Raúl Alfonsín 1983 wurden weitere Sanierungsversuche unternommen, da inzwischen auch die Inflation wieder angestiegen war. Der wichtigste von ihnen, der Plan Austral im Jahr 1985, bestand aus einem allgemeinen Lohn- und Preisstopp begleitet von einer rigorosen Sparpolitik, um die Inflation zu unterbinden, gleichzeitig wurde die neue Währung des Austral eingeführt. Auch dieses Programm hatte jedoch nur kurzzeitig Erfolg, schon 1987 zog die Inflation wieder an und machte weitere Abwertungen des Austral notwendig. 1988 und 1989 wurde die Schwelle zur Hyperinflation überschritten, und parallel dazu geriet die Regierung in Zahlungsnotstand – Argentinien stand in einer bisher ungeahnten Wirtschaftskrise, die die Armutsquote in kürzester Zeit von etwa 10 auf 47 % ansteigen ließ. Nach dem Regierungsantritt von Carlos Menem 1989 wurden zahlreiche Pläne zur Umwandlung der Privatkonten in Anleihen unternommen. Der Plan BONEX wandelte alle Sparkonten in Anleihen um und sorgte für einen Wertverlust derselben um etwa 70 %. Die Pläne waren nur von kurzem Erfolg gekrönt, bald darauf stieg die Inflation weiter an.
Erst der 1991 angetretene Wirtschaftsminister Domingo Cavallo konnte dieses Problem stoppen, indem er die argentinische Währung fest an den US-Dollar (in einem Kurs von 10.000 zu 1) koppelte. Begleitet wurde diese Maßnahme von einem kompletten Wirtschaftsprogramm, das beispielsweise verbot, die Löhne im Inflationsrhythmus zu erhöhen (Indexierung). Außerdem wurden nach monetären Gesichtspunkten der Außenhandel liberalisiert und zudem zahlreiche Staatsbetriebe privatisiert, um die zusammengeschrumpften Devisenreserven wieder ansteigen zu lassen. Bei diesen Maßnahmen kam es jedoch auch zu einigen sehr umstrittenen Verkäufen, wie im Fall der Erdgasgesellschaft Gas del Estado, die durchaus Profite erwirtschaftet hatte. Ebenfalls bis heute umstritten ist die Privatisierung der Eisenbahngesellschaft Ferrocarriles Argentinos, die zu einem starken Defizit in der Infrastruktur und zur Stilllegung zahlreicher Strecken führte.
In Bezug auf die Bekämpfung der Inflation waren die Ley de Convertibilidad, wie das Maßnahmenpaket genannt wurde, zunächst sehr erfolgreich. Auch die Armutsquote konnte auf etwa 15 % gesenkt werden. Dennoch war die Inflation Argentiniens weiterhin vergleichsweise höher als die der USA, weshalb die Kopplung des Peso an den US-Dollar etwa Mitte der 1990er Jahre zu einer Überbewertung dieser Währung führte.
Ebenfalls einen negativen Einfluss hatten die Wirtschaftskrisen der 90er Jahre in Lateinamerika. Die Tequila-Krise führte 1995 zu einer Rezession von etwa vier Prozent, und auch die Brasilienkrise hatte eine entscheidende Wirkung auf das Abschwächen des Wirtschaftswachstums ab 1998, das letztendlich in die Argentinien-Krise mündete. Die Mitte-links-Regierung unter Fernando de la Rúa, die 1999 die Administration Menem ablöste, änderte den Wirtschaftskurs nur unwesentlich; insbesondere die Abwertung, die nach Meinung zahlreicher Experten in dieser Zeit hätte erfolgt sein müssen, blieb weiter aus.

### Argentinienkrise (2001/02)
Im Jahr 2001 begann die Situation der argentinischen Wirtschaft sich erneut zuzuspitzen. 1999 und 2000 war das Wirtschaftswachstum negativ geworden, und insbesondere die Staatsschulden wurden durch die Aufwertung des argentinischen Peso, die auch durch den starken US-Dollar bedingt war, zu einer Herausforderung, obwohl der IWF Argentinien einen hohen Kredit gewährt hatte. Der erneut ins Amt des Wirtschaftsministers einberufene Domingo Cavallo führte zunächst ein System multipler Wechselkurse ein. So wurde der Peso für den Außenhandel neben den US-Dollar auch an den Euro gebunden, der damals deutlich unter dem Wert des Dollars lag. So konnten die Exportpreise leicht gesenkt werden. Gegen Ende 2001 wurden Pläne laut, die dieses System auch auf den Binnenwert des Peso übertragen sollten, was einer – vergleichsweise leichten – Abwertung gleichkam. Die daraufhin einsetzende Vertrauenskrise führte schließlich zu einer Kapitalfluchtwelle im November des Jahres, der die Regierung in Zahlungsschwierigkeiten brachte. Daraufhin wurde eine allgemeine Bargeldbeschränkung, der so genannte Corralito erlassen, das die Abhebung von nur begrenzten Geldmengen von Konten zuließ. Dies führte zu Proteststürmen in der Bevölkerung und damit zum Cacerolazo am 19. und 20. Dezember.
Nach dem Rücktritt von De La Rua und der weitgehend folgenlosen Übergangspräsidentschaft von Adolfo Rodríguez Saá, der die Zahlung der Auslandsschulden endgültig einstellte, wurde von der neuen Administration unter Eduardo Duhalde die Abwertung des Peso auf 1,40 $ pro US-Dollar vorgenommen. Dabei gab es einen sogenannten offiziellen Wechselkurs, der nur für staatliche Geschäfte galt, und einen weiteren, „freien“, nicht festgelegten Kurs, der von den Banken übernommen wurde. Diese provisorische Maßnahme führte jedoch dazu, dass der freie Dollarkurs wegen der Vertrauenskrise unaufhaltsam anstieg und bald über zwei Peso lag. Wegen des Misserfolgs dieser Maßnahme wurde der offizielle Kurs abgeschafft. Ebenfalls abgeschafft wurde der Corralito, jedoch wurde er durch eine weit folgenreichere Maßnahme ersetzt: den Corralón, die Umwandlung aller Konten über einem bestimmten Wert in festverzinsliche Wertpapiere, die erst mit einer langen Verzögerung zurückgegeben werden sollten. Diese Maßnahme führte zu einem starken Konsumrückgang bei langanhaltenden Gütern (z. B. Automobile).

### Wiederaufschwung (2002 bis 2012)
Ab Mitte 2002 begannen die Effekte der Abwertung zu greifen. Der Dollarkurs lag mittlerweile bei etwa 3,50 Pesos, was die argentinischen Produkte auf dem Weltmarkt stark verbilligte, auch da die Inflation, wenngleich sie mit 40 % auf das ganze Jahr gerechnet hoch war, weit unter dem Abwertungsrhythmus zurückblieb. Diese Unterbewertung sorgte für einen Aufschwung in den arbeitsintensiven Wirtschaftssektoren, insbesondere Dienstleistungen wie z. B. Call-Center und Softwareindustrie. Bereiche mit hohen Importkosten wie etwa die Computerhardwareindustrie waren zunächst stark benachteiligt. Durch die auch in den Folgejahren hohe Inflation wurde diese Situation jedoch langsam wieder ausgeglichen. Ab 2003 verzeichnete die Wirtschaft wieder starke Wachstumsraten zwischen acht und neun Prozent, die (mit Ausnahme 2009) bis 2011 anhielten.

### Neuerliche Wirtschaftskrise (seit 2012)
Nach 2012 gab es mehrfach Jahre mit negativem Wirtschaftswachstum (2012, 2014, 2016, 2018 bis 2020), 2021 jedoch ein Plus von 10,3 % nach einem Rückgang von 9,9 % im Vorjahr. Die ohnehin hohe Inflation von jährlich rund 8 bis 10 % (Jahre 2008 bis 2013) zog ab 2014 noch einmal deutlich an. Sie lag 2019 bei 53,5 % und nach leichter Abschwächung 2020 auf 42 % im Jahre 2021 wieder bei 48,4 %. Im September 2018 erklärte Präsident Macri, dass er die Schulden kurzfristig nicht bedienen könne. Die daraufhin einsetzende Kapitalflucht versuchte die Regierung durch eine Beschränkung des Devisenhandels für große Exportunternehmen wie für Privatpersonen einzudämmen. Unter der Regierung Fernández ab 2019 blieb die Inflation weiterhin auf sehr hohem Niveau und erreichte für 2022 einen Wert von rund 95 %.
Im Zeichen der Wirtschaftskrise wurde 2023 der ultraliberale Javier Milei zum Präsidenten gewählt. Die Inflation lag zum Jahresabschluss 2023 bei 220 %. Milei setzte die von ihm angekündigte Politik radikaler Kürzungen zu Teilen um und wertete zudem den Peso gegenüber dem Dollar ab. 2024 lag die Inflation bei 118 %. Bis zur Jahresmitte 2025 führte Mileis Kürzungspolitik zu einem ausgeglichenen Staatshaushalt und einem Rückgang der Inflation. Die Armutsquote und der Anteil der Bevölkerung in extremer Armut waren zunächst deutlich angestiegen – auf über 50 % in 2024 – und regulierten sich Mitte 2025 ungefähr wieder auf dem Niveau von Mileis Amtsantritt (bei 38 %). Die Löhne stiegen in dem Zeitraum bis Mitte 2025 langsamer als in den Jahren zuvor, wobei der Reallohn unter Berücksichtigung der sinkenden Inflation ein positives Wachstum zeigte, jedoch weiterhin inflationsbedingt unter Druck stand.

## Soziale Probleme
Ein Großteil der Argentinier ist heute von diversen Ausprägungen der Armut betroffen. Dabei muss man zwischen verschiedenen Ansätzen unterscheiden, die Armut zu beschreiben.

### Einkommensarmut
Die Einkommensarmut wird durch das Statistikamt INDEC bestimmt. Dieses nimmt einen Warenkorb zur Grundlage, der im Jahr 1986 in einer Umfrage (der Encuesta de Ingresos y Gastos 1985/86) bestimmt wurde, und die den durchschnittlichen Lebensmittelkonsum des zweitärmsten Quintil (Fünftel) der Bevölkerung abbildet, also der Personen, die in den Perzentilen zwischen 21 und 40 im Einkommen bezogen auf die Gesamteinwohnerzahl klassifiziert werden. Von diesem Warenkorb, der Canasta Básica Alimentaria (Grundnahrungsmittel-Warenkorb) wird jedes Jahr der Preis bestimmt. Haushalte, die den Wert nicht erreichen, werden als indigente (etwa: im Elend lebend) bezeichnet. Um die Armutsquote zu erhalten, wird dieser Wert mit dem invertierten Koeffizienten des Engelschen Gesetzes multipliziert, der in Argentinien mit 2,07 berechnet wird und angibt, um ein Wievielfaches des Grundnahrungsmittel-Warenkorbs ein Haushalt durchschnittlich konsumieren muss, um eine Grundversorgung in den existenziellen Bereichen (Wohnkosten, Strom, Kleidung etc.) zu gewährleisten. Haushalte, die unter diese Einkommensgrenze fallen, gelten als arm.
Beide Indikatoren wiesen in der jüngeren argentinischen Geschichte sehr unterschiedliche Werte auf. So lag in den mittleren 1980er Jahren die Armutsquote unter 20 % und die Elendsrate unter 10 %. Ende des Jahrzehnts stieg die Armutsquote wegen der Hyperinflationskrise 1989/90 bis auf beinahe 50 %, um dann infolge der Stabilisierung der Wirtschaft durch das Konvertibilitätsgesetz wieder deutlich unter 25 % zu fallen. Nach 1995 stiegen die Werte jedoch wieder an, bis sie im Jahr 2002 durch die von der Argentinien-Krise bedingten Inflation und den damit verbundenen Reallohnverlust einen Höchststand von 57,5 % erreichten.
Seit 2003 gehen die Werte wieder zurück, der Rückgang hat sich jedoch in den letzten Jahren wieder verlangsamt. Nach Werten vom zweiten Halbjahr 2006 fielen 26,9 % der Bevölkerung unter die Armutsgrenze und 8,7 % unter die Elendsgrenze. Danach veröffentlichte Werte (1. Halbjahr 2008: 17,8 %) wurden jedoch mehrfach angezweifelt, da die mehrfach vermutete Manipulation des Konsumentenpreisindexes durch den INDEC ab Anfang 2007 auch auf diese Quote durchschlägt. Eine unabhängige Schätzung durch das Institut für Regionale Wirtschaftsentwicklung (IADER) kam im Dezember 2008 dagegen auf einen Wert von 31,5 %.
Die Werte der Einkommensarmut sind regional unterschiedlich. Vom INDEC wird sie nur in den Ballungsräumen Argentiniens gemessen, die Werte der ländlichen Gegenden dagegen werden nicht erhoben. In der Messung von 2006 lag der Wert in der Agglomeration Resistencia mit 48,9 am höchsten, gefolgt von Corrientes (46 %), Santiago del Estero (44,2 %), Formosa (43,7 %) und Posadas (43,6 %). Der größte Ballungsraum Gran Buenos Aires kam immerhin noch auf einen durchschnittlichen Wert von 25,5 %. Die Agglomerationen mit den niedrigsten Werten waren Río Gallegos (5,8 %), Ushuaia/Río Grande (7,6 %) und Comodoro Rivadavia (10,6 %). In der Elendsquote ist die Rangfolge nahezu identisch, hier erreicht ebenfalls Resistencia den höchsten Wert mit 19 % und Río Gallegos den niedrigsten mit 0,8 %. Das Süd-Nord-Gefälle, das die ganze Wirtschaft Argentiniens betrifft, zeigt sich also auch hier.

## Verteilung der Wirtschaftskraft auf die Provinzen
Die Wirtschaftskraft der Provinzen Argentiniens ist von großer regionaler Ungleichheit geprägt. Seit 2001 gibt es allerdings keine offiziellen Daten vom INDEC mehr für die Verteilung. Untersuchungen im Jahr 2006 durch das Institut für Regionale Wirtschaftsentwicklung in Argentinien sowie eine von der privaten Wirtschaftsinstitution abeceb errechnete jährliche Schätzung weisen auf eine Disparität im Bruttosozialprodukt um mehr als den Faktor 10 hin; so wies die Provinz Santa Cruz in der Schätzung für 2008 als am besten gestellte Region einen nominellen Wert von 30.400 US$ pro Kopf vergleichbar mit Neuseeland auf, während der Wert für Chaco bei 2.000 lag (vergleichbar mit Sri Lanka).
| Provinz              | BSP 2006 in Mio. Peso (Preise von 1993) | BSP pro Kopf 2006 (Peso, Preise von 1993) | BSP pro Kopf 2008 (US-Dollar, Schätzung) |
| -------------------- | --------------------------------------- | ----------------------------------------- | ---------------------------------------- |
| Buenos Aires (Stadt) | 84.743                                  | 28.007                                    | 23.300                                   |
| Buenos Aires         | 107.644                                 | 7.540                                     | 7.300                                    |
| Catamarca            | 1.728                                   | 4.652                                     | 6.000                                    |
| Chaco                | 4.397                                   | 4.168                                     | 2.000                                    |
| Chubut               | 4.652                                   | 10.483                                    | 15.400                                   |
| Córdoba              | 27.740                                  | 8.660                                     | 6.400                                    |
| Corrientes           | 4.230                                   | 4.242                                     | 4.000                                    |
| Entre Ríos           | 7.771                                   | 6.369                                     | 5.600                                    |
| Formosa              | 2.082                                   | 3.899                                     | 2.800                                    |
| Jujuy                | 2.998                                   | 4.525                                     | 3.700                                    |
| La Pampa             | 3.144                                   | 9.851                                     | 5.900                                    |
| La Rioja             | 1.822                                   | 5.556                                     | 4.100                                    |
| Mendoza              | 13.784                                  | 8.309                                     | 9.000                                    |
| Misiones             | 4.770                                   | 4.499                                     | 3.100                                    |
| Neuquén              | 6.973                                   | 13.273                                    | 28.000                                   |
| Río Negro            | 5.420                                   | 9.368                                     | 8.200                                    |
| Salta                | 5.141                                   | 4.314                                     | 4.200                                    |
| San Juan             | 3.613                                   | 5.454                                     | 5.600                                    |
| San Luis             | 3.386                                   | 8.216                                     | 5.500                                    |
| Santa Cruz           | 3.260                                   | 14.995                                    | 30.400                                   |
| Santa Fe             | 27.000                                  | 8.740                                     | 8.400                                    |
| Santiago del Estero  | 2.863                                   | 3.304                                     | 3.000                                    |
| Tierra del Fuego     | 2.600                                   | 21.060                                    | 20.600                                   |
| Tucumán              | 7.234                                   | 5.050                                     | 3.900                                    |

Im Folgenden wird auf die Details und Gründe für die ungleiche Verteilung eingegangen.

### Sonderfall Buenos Aires
Das hohe Bruttosozialprodukt der Stadt Buenos Aires ist auf eine besondere Situation zurückzuführen. Der Bundesdistrikt umfasst nur etwa ein Viertel der Bevölkerung des Ballungsraums Gran Buenos Aires (3 von etwa 12 Millionen), jedoch haben eine hohe Anzahl von Unternehmen ihren Sitz in diesem Distrikt. Auch vom Lebensstandard der Bevölkerung her umfasst der Bundesdistrikt vor allem Wohngebiete mittlerer und oberer Schichten. Daher ist der hohe Wert für die Stadt nicht verwunderlich. Rechnet man die Werte der Stadt Buenos Aires mit denen des Ballungsraums zusammen, kommt man auf einen für Argentinien nur knapp überdurchschnittlichen Wert im BSP pro Kopf.

### Die reichen Südprovinzen
Die Provinzen der Región Patagonia Argentina, besonders Tierra del Fuego und Santa Cruz, sowie in geringerem Maße Neuquén, Chubut, La Pampa und Río Negro, haben eine sehr geringe Bevölkerungsdichte. Mit Ausnahme von Tierra del Fuego sind sie jedoch sehr reich an Ressourcen. Dazu gehören insbesondere die Erdöl- und Erdgasförderung sowie die Energieproduktion. Dies begünstigte auch die Ansiedlung von Industrie und Handel. Eine Folge der guten Situation ist ein hohes Bevölkerungswachstum durch Binnenwanderung, mit Ausnahme von Río Negro und La Pampa, deren Wachstum durchschnittlich ist.
In Tierra del Fuego dagegen hat die hohe Wirtschaftskraft einen anderen Grund. Um die Besiedlung des bis etwa 1970 fast unbewohnten Gebietes zu fördern, wurde die Provinz – damals noch Nationalterritorium – zur zollfreien Zone deklariert, ebenfalls gab es steuerliche Anreize für die Ansiedlung von Industrien. Dies führte unter anderem dazu, dass Río Grande zum Zentrum der argentinischen Elektronikindustrie wurde. Außerdem hat die Provinz wegen ihrer großen Entfernung zum wirtschaftlichen Zentrum des Landes ein weit überdurchschnittliches Preisniveau, was auch die Löhne und damit den Wert des Bruttosozialproduktes nach oben drückt.

### Rückstand der Nordprovinzen
Die Provinzen Nordargentiniens nehmen in der Wirtschaftskraft als homogener Block die letzten Plätze ein. Eine Untersuchung der Vereinten Nationen aus dem Jahr 2005 ergab, dass diese Rückständigkeit vor allem strukturelle Ursachen hat. So ist mit Ausnahme einiger isolierter Zentren wie San Miguel de Tucumán und Salta die Wirtschaft nicht sehr diversifiziert. Für eine dynamische Entwicklung fehlen zahlreiche Branchen, so dass sich nur begrenzt wirtschaftliche Cluster (Systeme von Abhängigkeiten mehrerer Unternehmen untereinander) bilden. Dies hemmt die Entwicklung der regionalen Wirtschaft stark.